# ミルカ・マルシリア
ミルカ・マルシリア・メディロス・シルバ（Milka Marcília Medeiros Silva、1994年7月18日 - ）は、ブラジルの女子バレーボール選手。ブラジル代表。

## 来歴

### クラブチーム
2012年、オザスコに入団。2013/14シーズンはSão Caetano U19でプレーした。2014/15シーズンはSão Caetano Vôleiでプレーした。2015/16シーズンはSão Bernardo Vôleiでプレーした。2016/17シーズンにEC Pinheirosへ移籍し、2年間プレーした。2018/19シーズンはBarueri Volleyball Clubでプレーしブラジルスーパーリーガで6位となった。2019/20シーズンにレクソーナ・アデスへ移籍し、2021/22シーズンはブラジルスーパーリーガで4位となった。2022/23シーズンはフランスのヴォレロ・ル・カネと契約し、フランスリーグ優勝に貢献した。2023/24シーズンはプライア・クルーベへ移籍した。

### 代表チーム
アンダーカテゴリーの代表として2012年のU-20南米選手権で金メダルを獲得。2013年、チェコで開催されたU-20世界選手権で銅メダルを獲得した。2015年、トルコで開催されたU-23世界選手権で金メダルを獲得した。2018年、シニアのブラジル代表に初選出され、同年のネーションズリーグでデビュー。2019年、ネーションズリーグに出場した。

## 人物
- 同性愛者であることを公表しており、元アルゼンチン代表のエミルセ・ソサと結婚している[5]。

## 所属クラブ
- オザスコ（2012-2013年）
- São Caetano U19（2013-2014年）
- São Caetano Vôlei（2014-2015年）
- São Bernardo Vôlei（2015-2016年）
- EC Pinheiros（2016-2018年）
- Barueri Volleyball Club（2018-2019年）
- レクソーナ・アデス（2019-2022年）
- ヴォレロ・ル・カネ（2022-2023年）
- プライア・クルーベ（2023年-）